# Kliménkovo
Kliménkovo - Клименково (rus) - és un poble de l'óblast de Bélgorod, a Rússia. El 2010 tenia 587 habitants. Pertany al districte (raion) de Rovenkí.